# 伊岐津志站
伊岐津志站（日语：／ Igitsushi eki */?）是位於岐阜縣加茂郡八百津町伊岐津志，名古屋鐵道八百津線的鐵道車站（廢站）。

## 歷史
- 1930年（昭和5年）10月1日：東美鐵道（日语：東美鉄道）兼山站至八百津站開通，此站啟用。
- 1943年（昭和18年）3月1日：名古屋鐵道與東美鐵道合併，成為名古屋鐵道東美線的車站。
- 1944年（昭和19年）：車站暫停營業。
- 1948年（昭和23年）5月16日：路線名稱改為八百津線。
- 1969年（昭和44年）4月5日：此站被廢除。

## 使用狀況
跟據《岐阜縣統計書》，以下為一年乘車人次和下車人員列表：
| 年度     | 乘車人次（人） | 下車人次（人） | 參考資料 |
| -------- | -------------- | -------------- | -------- |
| 1930年度 | 2,415          | 2,455          | [ 3 ]    |
| 1931年度 |                |                |          |
| 1932年度 |                |                |          |
| 1933年度 |                |                |          |
| 1934年度 | 2,893          | 2,598          | [ 4 ]    |
| 1935年度 | 2,928          | 2,682          | [ 1 ]    |

## 相鄰車站
名古屋鐵道
八百津線
中野－伊岐津志－八百津

## 注腳
1. 1 2  『岐阜県統計書. 岐阜県統計書. 第45回 第1巻 （土地・戸口・土功・財政等之部）』（國立國會圖書館數碼化收藏）
2. ↑  鉄道停車場一覧. 昭和12年10月1日現在 （页面存档备份，存于） 國立國會圖書館數碼化收藏 2020年4月26日參閱。
3. ↑  『岐阜県統計書. 第40回 第1巻』（國立國會圖書館數碼化收藏）
4. ↑  『岐阜県統計書. 第44回』（國立國會圖書館數碼化收藏）